# أليسا موراي
أليسا موراي (بالإنجليزية: Alyssa Murray)‏ هي لاعبة اللاكروس أمريكية، ولدت في 17 مارس 1992 في ويست بابيلون في الولايات المتحدة.